# FS Возничего
FS Возничего (лат. FS Aurigae) — карликовая новая, двойная катаклизмическая переменная звезда типа U Близнецов (UG) в созвездии Возничего на расстоянии приблизительно 1783 световых лет (около 547 парсеков) от Солнца. Видимая звёздная величина звезды — от +17,2m до +14m. Орбитальный период — около 0,2508 суток (6,0192 часов).

## Характеристики
Первый компонент — аккрецирующий белый карлик. Эффективная температура — около 7154 К.
Второй компонент — оранжевая звезда спектрального класса K. Эффективная температура — около 4500 К.
Возможно присутствие третьего субзвёздного компонента в системе.